# Церковь Иконы Божией Матери Знамение (Комлево)
Церковь Иконы Божией Матери «Знамение» — православный храм Рузского благочиния Московской епархии, расположенный в деревне Комлево Рузского района Московской области.

## История
Есть сведения, что первый храм в Комлеве был построен в 1713 году.
Современная однокупольная трёхпрестольная церковь, с трапезной и колокольней, в стиле московского классицизма, была построена в 1802 году на средства обер-гофмаршала, графа Григория Никитича Орлова.
Закрыта в середине 1930-х годов (на 1934 год ещё действовала).
Сильно пострадала в годы Великой Отечественной войны, к началу 1990-х годов пришла в аварийное состояние.
В настоящее время отреставрирована, является подворьем Давидовой пустыни.